# Kirsten Ranf
Kirsten Ranf (* 7. Juli 1968 in Hamburg) ist eine deutsche Fernsehmoderatorin.

## Leben
Als Kind sah man Kirsten Ranf im Vorspann der Sendung Sesamstraße. Ranf moderierte unter anderem für den NDR, wo sie seit Anfang 1998 zu den Programm-Moderatorinnen zählt. Die erste Ansage sprach sie am 3. Dezember 2001 vor der „Sesamstraße“. Von Anfang 2008 bis Ende 2009 war sie regelmäßig an der Seite u. a. von Jörg Boecker in der Sendung Mein Nachmittag im NDR zu sehen. Nach einer etwa fünfjährigen Tätigkeit beim WDR mit René le Riche im Magazin Daheim und Unterwegs kam sie Anfang 2008 zurück zum NDR.